# 키나발루땃쥐
키나발루땃쥐(Crocidura baluensis)는 땃쥐과에 속하는 포유류의 일종이다.
 보르네오섬 키나발루산의 토착종이다.